# Cagliari Calcio 2002-2003
Questa voce raccoglie le informazioni riguardanti il Cagliari Calcio nelle competizioni ufficiali della stagione 2002-2003.

## Divise e sponsor
Lo sponsor tecnico della stagione fu per la prima volta A-Line, sponsor tecnico sardo non più esistente, tra cui proprietari vi era la bandiera cagliaritana Gianluca Festa e l'ex calciatore campione del mondo, d'Europa e della Confederation Cup con la Francia Christian Karembeu; il main sponsor fu Terra Sarda. La prima divisa è una rivisitazione del classico completo rossoblù con una banda blu nella parte alta della maglia, la seconda presenta nel classico bianco con inserti rossi. Il terzo completo era invece di colore blu chiaro con inserti rossoblù.
| 1ª divisa | 2ª divisa | 3ª divisa |  |

## Rosa
| N. |                     | Ruolo | Calciatore            |
| -- | ------------------- | ----- | --------------------- |
| 1  | Italia (bandiera)   | P     | Armando Pantanelli    |
| 2  | Italia (bandiera)   | D     | Mirko Cudini          |
| 3  | Brasile (bandiera)  | D     | João Paulo di Fábio   |
| 4  | Francia (bandiera)  | D     | François Modesto      |
| 5  | Uruguay (bandiera)  | C     | Nelson Abeijón        |
| 6  | Uruguay (bandiera)  | D     | Diego Luis López      |
| 7  | Italia (bandiera)   | A     | Cristian Ranalli      |
| 8  | Italia (bandiera)   | C     | Giorgio Gorgone       |
| 9  | Honduras (bandiera) | A     | David Suazo           |
| 10 | Italia (bandiera)   | C     | Daniele Conti         |
| 11 | Italia (bandiera)   | A     | Fabrizio Cammarata    |
| 12 | Italia (bandiera)   | P     | Paolo Mancini         |
| 13 | Italia (bandiera)   | D     | Gianluca Grassadonia  |
| 14 | Italia (bandiera)   | C     | Gian Paolo Manighetti |
| 15 | Italia (bandiera)   | D     | Simone Loria          |
| 16 | Italia (bandiera)   | C     | Davide Carrus         |
| 18 | Italia (bandiera)   | C     | Giorgio Lucenti       |

| N. |                      | Ruolo | Calciatore           |
| -- | -------------------- | ----- | -------------------- |
| 19 | Italia (bandiera)    | C     | Mauro Esposito       |
| 20 | Italia (bandiera)    | C     | Giovanni Sulcis      |
| 20 | Uruguay (bandiera)   | C     | Fabián O'Neill       |
| 20 | Italia (bandiera)    | C     | Roberto Guana        |
| 21 | Italia (bandiera)    | A     | Andrea Capone        |
| 22 | Italia (bandiera)    | C     | Sebastiano Pinna     |
| 23 | Italia (bandiera)    | A     | Antonio Langella     |
| 24 | Argentina (bandiera) | C     | Mauricio Pineda      |
| 25 | Italia (bandiera)    | C     | Alessandro Colasante |
| 26 | Italia (bandiera)    | P     | Davide Capello       |
| 27 | Italia (bandiera)    | A     | Emiliano Melis       |
| 28 | Italia (bandiera)    | D     | Moreno Longo         |
| 29 | Italia (bandiera)    | A     | Cristian Bucchi      |
| 33 | Italia (bandiera)    | C     | Fabio Macellari      |
| 34 | Italia (bandiera)    | P     | Davide Moi           |
| 35 | Italia (bandiera)    | C     | Riccardo Gavioli     |

## Stagione
Analizzando l'andamento della squadra (che ottenne la salvezza nella stagione scorsa solo all'ultima giornata) sotto la sua gestione, si evince che con Sonetti in panchina dall'inizio la squadra avrebbe probabilmente lottato per la promozione; di conseguenza il tecnico livornese viene confermato per la stagione 2002-2003.
Poche le novità di rilievo in sede di mercato: lasciarono Cagliari De Angelis, Sulcis, Dionisio, Esposito e Negri. Arrivarono i difensori Loria e Manighetti e l'attaccante Ranalli, ritornano i centrocampisti Carrus e Capone. Inoltre c'è il rientro di O'Neill dopo due stagioni deludenti con Juventus e Perugia; ma è un ritorno effimero, dato che l'uruguaiano andrà via dopo pochi mesi senza mai scendere in campo.
A causa di vicissitudini di carattere economico-finanziario l'inizio del Campionato di Serie B è rinviato di due settimane (si parte dalla terza giornata, con le prime due da recuperare). Una settimana prima dell'inizio del Campionato, l'8 Settembre, in Coppa Italia, il Cagliari perde 3-0 ad Empoli; Cellino decide di esonerare Sonetti e di richiamare a Cagliari Ventura, allenatore dell'ultima promozione in Serie A.
Il Campionato inizia con un sofferto pareggio al Sant'Elia contro il Napoli, seguito dalla vittoriosa trasferta di Terni. I rossoblù vincono  le successive tre gare interne, (in mezzo la sconfitta di Siena) ed il 19 Ottobre raggiungono la vetta della classifica, che mantengono per tre settimane fino alla decima giornata, quando pareggiano a Cosenza e vengono sorpassati dalla Sampdoria. Il turno successivo, il Cagliari ospita il Messina e, con gli ospiti  in vantaggio per 1-0, all'83' il loro portiere Manitta viene steso da un pugno rifilatogli da un ultra che riuscì a saltare le barriere ed entrare in campo. Le conseguenze furono sconfitta a tavolino e squalifica del S.Elia per due partite. Per i rossoblù inizia una crisi di risultati, dovuta soprattutto al disastroso rendimento esterno (sette trasferte consecutive senza ottenere punti); da novembre a febbraio la squadra precipita al dodicesimo posto rischiando di finire risucchiata nella lotta per non retrocedere.
Nel frattempo, nella sessione invernale di mercato, arrivano Bucchi, Guana, Longo e torna a Cagliari dopo 3 anni Macellari. Partono Colasante, Manighetti e Grassadonia.
Il periodo nero termina con la vittoria di Genova alla ventiquattresima giornata, che interrompe il digiuno di punti fuori casa e porta i rossoblù lontano dalle zone calde della classifica; dopo quattro pareggi consecutivi arrivano 4 vittorie in 5 partite che rilanciano la squadra, tornata ad un passo della zona promozione. Ma la sconfitta contro la capolista Sampdoria la settimana successiva spegne le rinate ambizioni del Cagliari; inutili le ultime tre gare. Alla fine è settimo posto con 54 punti.

## Risultati

### Campionato

#### Girone di andata
| Arbitro: | Paparesra (Bari) |

|               |           |  |
| Cammarata 70’ | Marcatori |  |

| Arbitro: | Girardi (San Donà di Piave) |

|              |           |  |
| Saverino 21’ | Marcatori |  |

| Arbitro: | Palanca (Roma) |

|                            |           |                              |
| Cammarata 17’ Langella 83’ | Marcatori | 2’ Stellone 19’ Floro Flores |

| Arbitro: | Cannella (Palermo) |

|  |           |           |
|  | Marcatori | 89’ Suazo |

| Arbitro: | Palmieri (Cosenza) |

|             |           |  |
| Lucenti 38’ | Marcatori |  |

| Arbitro: | Rosetti (Torino) |

|                 |           |  |
| Ghirardello 17’ | Marcatori |  |

| Arbitro: | Cannella (Palermo) |

|               |           |  |
| Cammarata 87’ | Marcatori |  |

| Arbitro: | Rosetti (Torino) |

|                |           |             |
| Suazo 29’, 73’ | Marcatori | 81’ Salgado |

| Arbitro: | Tombolini (Ancona) |

|            |           |                 |
| Maniero 6’ | Marcatori | 57’ M. Esposito |

| Arbitro: | Castellani (Verona) |

|             |           |             |
| Lucenti 44’ | Marcatori | 60’ Vucinic |

| Arbitro: | Trefoloni (Siena) |

|            |           |                |
| Guidoni 9’ | Marcatori | 90+5’ Esposito |

| Arbitro: | Nucini (Bergamo) |

|  |           |                     |
|  | Marcatori | 30’ (rig.) Zampagna |

| Arbitro: | Preschern (Mestre) |

|                                     |           |  |
| Fava 15’ Del Nevo 31’ Gubellini 85’ | Marcatori |  |

| Arbitro: | Pieri (Genova) |

|                        |           |  |
| Esposito 51’ Melis 76’ | Marcatori |  |

| Arbitro: | Treossi (Forlì) |

|                      |           |           |
| Maini 43’ Degano 69’ | Marcatori | 69’ Suazo |

| Arbitro: | Castellani (Verona) |

|              |           |  |
| Capone 90+6’ | Marcatori |  |

| Arbitro: | Rizzoli (Bologna) |

|                                             |           |                                     |
| Zanchetta 16’ Jeda 69’, 81’ Margiotta 90+4’ | Marcatori | 7’ M. Esposito 76’ (rig.) Cammarata |

| Arbitro: | Castellani (Verona) |

|            |           |  |
| Capone 81’ | Marcatori |  |

| Arbitro: | Girardi (San Donà di Piave) |

|                       |           |                      |
| Oliveira 2’ Taldo 82’ | Marcatori | 27’ (rig.) Cammarata |

#### Girone di ritorno
| Arbitro: | Cannella (Palermo) |

|                                                  |           |  |
| Fantini 21’ Grassadonia 32’ (aut.) Maldonado 40’ | Marcatori |  |

| Arbitro: | Nucini (Bergamo) |

|             |           |              |
| Abeijon 70’ | Marcatori | 46’ Cannarsa |

| Arbitro: | Pellegrino (Barcellona Pozzo di Gotto) |

|                           |           |  |
| Dionigi 45+2’ Vidigal 86’ | Marcatori |  |

| Arbitro: | Saccani (Mantova) |

|                 |           |                |
| M. Esposito 81’ | Marcatori | 37’ Borgobello |

| Arbitro: | Trentalange (Torino) |

|                    |           |                                         |
| Mascara 86’ (rig.) | Marcatori | 34’ (rig.) Suazo 44’ Langella 49’ Loria |

| Arbitro: | Cassarà (Palermo) |

|                                 |           |                                      |
| M. Esposito 7’ Melis 85’ (rig.) | Marcatori | 3’ Rubino 28’ Cavallo 44’ Tiribocchi |

| Arbitro: | De Marco (Chiavari) |

|             |           |            |
| Brienza 72’ | Marcatori | 63’ Capone |

| Arbitro: | Girardi (San Donà di Piave) |

|              |           |                 |
| Italiano 68’ | Marcatori | 62’ M. Esposito |

| Arbitro: | Palmieri (Cosenza) |

|                        |           |                         |
| Carrus 88’ Loria 90+3’ | Marcatori | 15’ Morrone 68’ Maniero |

| Arbitro: | Bertini (Arezzo) |

|                  |           |                 |
| Giacomazzi 45+1’ | Marcatori | 67’ M. Esposito |

| Arbitro: | Cannella (Palermo) |

|                                     |           |  |
| Suazo 34’ M. Esposito 71’ Loria 79’ | Marcatori |  |

| Arbitro: | Treossi (Forlì) |

|                          |           |                              |
| Amauri 45’ Portanova 85’ | Marcatori | 34’ M. Esposito 84’ Langella |

| Arbitro: | Cruciani (Pesaro) |

|                            |           |  |
| Langella 46’ Cammarata 86’ | Marcatori |  |

| Arbitro: | Bergonzi (Genova) |

|               |           |                           |
| Stendardo 54’ | Marcatori | 35’ M. Esposito 83’ Lopez |

| Arbitro: | Girardi (San Donà di Piave) |

|                         |           |           |
| Cammarata 71’ Suazo 75’ | Marcatori | 78’ Budan |

| Arbitro: | Farina (Novi Ligure) |

|                               |           |           |
| Flachi 17’, 45+2’ Bazzani 84’ | Marcatori | 60’ Suazo |

| Arbitro: | Bertini (Arezzo) |

|                             |           |  |
| Cammarata 2’ Suazo 72’, 78’ | Marcatori |  |

| Bari 31 maggio 2003, ore 20:30 37ª giornata | Bari                | 0 – 0 | Cagliari | Stadio San Nicola\| Arbitro: \| Castellani (Verona) \| |
| Arbitro:                                    | Castellani (Verona) |       |          |                                                        |

| Arbitro: | Trentalange (Torino) |

|              |           |                |
| Langella 64’ | Marcatori | 18’, 69’ Taldo |

### Coppa Italia

#### Girone 4
| Arbitro: | Pieri (Genova) |

|                        |           |           |
| Protti 74’ (rig.), 76’ | Marcatori | 33’ Suazo |

| Arbitro: | Brighi (Cesena) |

|  |           |               |
|  | Marcatori | 64’ Cammarata |

| Arbitro: | Rizzoli (Bologna) |

|                                             |           |  |
| Vannucchi 27’ Saudati 65’ (rig.) Rocchi 69’ | Marcatori |  |